# Merih Demiral
Merih Demiral (Karamürsel, Provincia de Kocaeli, Turquía, 5 de marzo de 1998) es un futbolista turco que juega como defensa en el Al-Ahli Saudi F. C. de la Liga Profesional Saudí.

## Trayectoria
Demiral es producto de las divisiones menores del Karamürsel Idmanyurduspor, club local de su ciudad en el cual estuvo entre 2009 a 2011, para pasar luego al Fenerbahçe, donde estuvo hasta julio de 2016.

### Portugal
Sin haber integrado el primer equipo de Fenerbahçe, llegó a Alcanenense de Portugal para disputar el Campeonato de Portugal 2016/17, es decir la tercera liga más importante del país. Hizo su debut en Portugal el 11 de septiembre de 2016 en la victoria por 3-0 sobre Lusitânia, en la tercera fecha de la Serie F del campeonato. Acumuló 14 encuentros con Alcanenense y dio el siguiente paso en su carrera al llegar a préstamo en plena temporada al segundo equipo del Sporting de Lisboa.
Debutó en la Segunda División de Portugal con el Sporting de Portugal "B" el 5 de febrero de 2017 en un encuentro ante Famalicão que culminó empatado 1-1. El club eventualmente terminó comprándolo. En su segunda temporada con el segundo equipo gozó de más regularidad aunque perdieron la categoría. Incluso llegó a debutar con el primer equipo del Sporting en la Copa de Portugal, un 12 de octubre de 2017, cuando derrotaron a Oleiros por la tercera ronda del torneo, con Demiral jugando poco más de un minuto tras reemplazar a Daniel Podence.

### Alanyaspor
El 15 de agosto de 2018, Demiral llegó a préstamo al Alanyaspor como refuerzo para la Superliga de Turquía 2018-19. El 1 de septiembre de ese mismo año debutó en la cuarta fecha de la liga, jugando como titular en la victoria por 1-0 sobre Göztepe. En la siguiente jornada anotó el primer gol de su carrera dándole el triunfo por 1-0 sobre Trabzonspor. Inmediatamente Demiral se hizo un espacio en el equipo titular de Alanyaspor, siendo llamado incluso con la selección mayor y el 29 de enero de 2019, se unió de forma definitiva al club.

### Italia
Su rápida ascensión en el fútbol turco provocó que el 30 de enero de 2019 fuera fichado por el Sassuolo de la Serie A de Italia, llegando a préstamo hasta final de la temporada 2018-19 con obligación de compra por 7 000 000 €.
El 24 de febrero debutó en la liga italiana en el empate de Sassuolo por 1-1 ante la SPAL y luego de afianzarse de inmediato como titular anotó sus dos primeros goles con el club en la victoria por 4-0 sobre el ChievoVerona, el 4 de abril.
El 5 de julio de 2019 la Juventus de Turín hizo oficial su incorporación hasta 2024 tras llegar a un acuerdo con el Sassuolo por su traspaso por 18 millones de euros. El 21 de septiembre de ese mismo año debutó oficialmente en el triunfo por 2-1 frente al Hellas Verona. Aunque inicialmente era opción de recambio en el equipo, terminó quitándole el puesto a Matthijs de Ligt hasta que sufrió una grave lesión el 12 de enero de 2020, fecha en la que también se dio su primer tanto con el club ante la A. S. Roma, cotejo que terminó 2-1 a favor de la Juventus. Casi siete meses después disputó otro encuentro oficial con la Juventus en la última fecha de la Serie A 2019-20.
En agosto de 2021 fue cedido al Atalanta B. C. por una temporada, guardándose el club bergamasco una opción de compra. Esta fue ejercida el 17 de junio de 2022 después de haber jugado 42 partidos durante la campaña.
Tras cinco años en Italia en los que disputó 91 encuentros en la Serie A, el 19 de agosto de 2023 se hizo oficial su marcha al Al-Ahli Saudi F. C.

## Selección nacional
Integra la selección de Turquía, con la cual lleva disputados 55 encuentros.
Previamente representó a su nación en las categorías sub-17 (7 partidos, 1 gol), sub-18 (2 p.), sub-19 (10 partidos, 1 gol), sub-20 y sub-21 (13 p.).
El 20 de noviembre de 2018 hizo su debut con la selección mayor en un amistoso sin goles ante Ucrania, ingresando cerca al cierre del encuentro en sustitución de Mert Müldür.
Representó a Turquía en la Eurocopa de 2020, donde jugó el partido inaugural que enfrentó a su selección contra Italia en Roma, abriendo el marcador para Italia con un gol en propia meta.
En los octavos de final de la Eurocopa 2024 metió dos goles contra el combinado de Austria. En el festejo del segundo gol se lo pudo ver haciendo el "saludo del lobo gris", en una referencia que fue atribuida como adhesión a los Lobos Grises, una organización política turca de extrema derecha. Fue sancionado por dos partidos por la UEFA.

### Participaciones en Eurocopas
| Copa          | Sede     | Resultado        | Partidos | Goles |
| ------------- | -------- | ---------------- | -------- | ----- |
| Eurocopa 2020 | Europa   | Primera fase     | 3        | 0     |
| Eurocopa 2024 | Alemania | Cuartos de final | 4        | 2     |

## Estadísticas

### Clubes
Actualizado al último partido disputado el 26 de mayo de 2025.
| A. C. Alcanenense Portugal | 3.ª           | 2016-17       | 12  | 0 | 2  | 0 | —  | — | 14  | 0 |
| A. C. Alcanenense Portugal | Total club    | Total club    | 12  | 0 | 2  | 0 | 0  | 0 | 14  | 0 |
| Sporting de Lisboa "B" Portugal | 2.ª           | 2016-17       | 3   | 0 | —  | — | —  | — | 3   | 0 |
| Sporting de Lisboa "B" Portugal | 2.ª           | 2017-18       | 26  | 0 | —  | — | —  | — | 26  | 0 |
| Sporting de Lisboa "B" Portugal | Total club    | Total club    | 29  | 0 | 0  | 0 | 0  | 0 | 29  | 0 |
| Sporting de Lisboa Portugal | 1.ª           | 2017-18       | 0   | 0 | 1  | 0 | 0  | 0 | 1   | 0 |
| Sporting de Lisboa Portugal | Total club    | Total club    | 0   | 0 | 1  | 0 | 0  | 0 | 1   | 0 |
| Alanyaspor Turquía | 1.ª           | 2018-19       | 16  | 1 | 4  | 0 | —  | — | 20  | 1 |
| Alanyaspor Turquía | Total club    | Total club    | 16  | 1 | 4  | 0 | 0  | 0 | 20  | 1 |
| U. S. Sassuolo Calcio · Italia | 1.ª           | 2018-19       | 14  | 2 | 0  | 0 | —  | — | 14  | 2 |
| U. S. Sassuolo Calcio · Italia | Total club    | Total club    | 14  | 2 | 0  | 0 | 0  | 0 | 14  | 2 |
| Juventus F. C. · Italia | 1.ª           | 2019-20       | 6   | 1 | 1  | 0 | 1  | 0 | 8   | 1 |
| Juventus F. C. · Italia | 1.ª           | 2020-21       | 15  | 0 | 4  | 0 | 5  | 0 | 24  | 0 |
| Juventus F. C. · Italia | Total club    | Total club    | 21  | 1 | 5  | 0 | 6  | 0 | 32  | 1 |
| Atalanta B. C. · Italia | 1.ª           | 2021-22       | 28  | 1 | 2  | 0 | 12 | 1 | 42  | 2 |
| Atalanta B. C. · Italia | 1.ª           | 2022-23       | 28  | 1 | 0  | 0 | —  | — | 28  | 1 |
| Atalanta B. C. · Italia | Total club    | Total club    | 56  | 2 | 2  | 0 | 12 | 1 | 70  | 3 |
| Al-Ahli Saudi F. C. Arabia Saudita | 1.ª           | 2023-24       | 20  | 1 | 1  | 0 | —  | — | 21  | 1 |
| Al-Ahli Saudi F. C. Arabia Saudita | 1.ª           | 2024-25       | 30  | 1 | 2  | 0 | 12 | 0 | 44  | 1 |
| Al-Ahli Saudi F. C. Arabia Saudita | Total club    | Total club    | 50  | 2 | 3  | 0 | 12 | 0 | 65  | 2 |
| Total carrera | Total carrera | Total carrera | 198 | 8 | 17 | 0 | 30 | 1 | 245 | 9 |
| (1)Incluye datos de la Copa de Portugal (2016-17 y 2017-18), la Copa de Turquía (2018-19), la Supercopa de Italia (2019), la Copa del Rey de Campeones (2023-24 y 2024-25) y la Supercopa de Arabia Saudita (2024). (2)Incluye datos de la Liga de Campeones de la UEFA (2019-20) y Liga de Campeones de Élite de la AFC (2024-25). |               |               |     |   |    |   |    |   |     |   |

## Palmarés

### Campeonatos nacionales
| Título      | Club           | País   | Año     |
| ----------- | -------------- | ------ | ------- |
| Serie A     | Juventus F. C. | Italia | 2019-20 |
| Copa Italia | Juventus F. C. | Italia | 2020-21 |

### Campeonatos internacionales
| Título                            | Club                | Sede | Año     |
| --------------------------------- | ------------------- | ---- | ------- |
| Liga de Campeones Élite de la AFC | Al-Ahli Saudi F. C. | Yeda | 2024-25 |